# Сырцов, Сергей Иванович
Серге́й Ива́нович Сырцо́в (5 [17] июля 1893, Славгород, Екатеринославская губерния — 10 сентября 1937, Москва) — советский партийный и государственный деятель, третий председатель СНК РСФСР (1929—1930).

## Биография
Сын торгового служащего. Закончил в Ростове-на-Дону коммерческое училище. В 1912 году поступил на экономическое отделение Петербургского политехнического института. В 1916 году — исключён. Большевик с 1913 года, вёл социал-демократическую пропаганду. В 1914 году — член Невского райкома (районного комитета) и пропагандистской коллегии при Петербургском комитете РСДРП. Был арестован и приговорен к 9 месяцам тюрьмы. В 1916 году повторно арестован и сослан в село Манзурка Иркутской губернии. После Февральской революции вернулся из ссылки в Петроград и был направлен ЦК в Ростов-на-Дону. Внёс существенный вклад в большевизацию промышленно-горняцкой зоны Области войска Донского, что в скором времени поспособствовало захвату власти революционерами.
Участник Октябрьской революции. В октябре 1917 года — председатель Ростово-Нахичеванского совета и военно-революционного комитета (ВРК). В ходе переговоров с меньшевиками и эсерами 13-16 ноября способствовал оформлению соглашения о создании принципиально нового органа — реорганизованного ВРК, получившего название «Военно-революционный комитет объединённой демократии». С. И. Сырцов получил критику с обеих сторон: справа — как «большевистский узурпатор», слева — как «коммунистический кадет».
С ноября 1917 по февраль 1918 года — председатель Донского областного ВРК по борьбе с белоказаками. В марте-сентябре 1918 года — заместитель председателя СНК Донской советской республики, проводил линию на соглашение с фронтовым казачеством. Весной 1918 года на Дону вспыхнуло антибольшевистское восстание и разгорелась гражданская война. Изначально восстание вспыхнуло в станице Суворовская, перекинулось вниз по Дону до станицы Нижне-Чирской. Донская советская республика прекратила своё существование.
Ведущий член Донского бюро ЦК РКП(б).
В годы Гражданской войны — военный комиссар 12-й армии РККА. В январе–апреле 1919 года — начальник отдела гражданского управления при Реввоенсовете Южного фронта. Один из организаторов «расказачивания».
Сырцов декларировал — это следует из его донесений и докладов в ЦК, — что в изменившихся условиях сотрудничество с казачеством и привлечение его на сторону революционной власти будет «сговором с контрреволюцией», «аграрная революция на Дону должна состоять в полном разрушении экономического базиса казачества», «стирании всякой экономической грани между крестьянами и казаками» и «общие условия заставляют нас, идя навстречу крестьянам, за исключением самых верхушек, сделать их своей опорой в деле ликвидации казачества».
В письмах в ЦК РКП(б) предложил устранить автономию сословного Дона и казачьего сословия и разделить на губернии бывшую войсковую область. В результате к Царицынской губернии присоединили восточные районы бывшей области, а общегражданская Донская область была сформирована из оставшейся части.
Весной 1920 года после освобождения Ростова-на-Дону частями РККА призвал к соглашению с трудовым казачеством. Старые оппоненты, С. Васильченко и М. Жаков, были недовольны расширением социальной базы власти и привлечением элементов из казачьей среды. 28 мая 1920 года Донком решил добиваться от ЦК отстранения от руководства и Сырцова, и Васильченко по причине невозможности сработаться в течение долгого времени.
В 1920–1921 годах — секретарь Одесского губкома РКП(б). В 1921 году участвует в подавлении Кронштадтского восстания. В 1921–1923 годах — заведующий Учётно-распределительным отделом ЦК РКП(б). С 1924 года — заведующий Агитпропотделом ЦК. Член Президиума Комакадемии, редактор журнала «Коммунистическая революция».
На пленуме ЦК РКП в апреле 1925 года С. И. Сырцов выступил с содокладом «О положении казачества», обосновывающим необходимость договорённости власти с трудовым казачеством в условиях нэпа и вовлечения казачества в социалистическое строительство. По итогам пленума в тексте резолюции был зафиксирован курс партии на тщательный и постоянный учёт особенностей и традиций в казачьих областях, искоренение розни между казаками, крестьянами и ранее угнетенными национальностями, на полный отказ от насильственных мер в борьбе с остатками казачьих традиций. Был пересмотрен вопрос о лишении избирательных прав станичных и хуторских атаманов, восстановлены в избирательных правах реэмигранты, привлечены в аппараты местных Советов представители казачьей интеллигенции. Принято решение вовлекать казаков во все общественные организации — комсомол, кооперацию, ККОВы. Даны равные права крестьянам и казакам при поступлении в учебные заведения, не допускалась дискриминация казачества в национальных районах. Как для казачества, так и для самого Сырцова стало важнейшей вехой принятие этого документа. Принципиальные решения пленума ЦК РКП(б) обеспечили начало реабилитации казачества и возвращение 30 тысяч казаков-эмигрантов на Родину.
В 1926—1929 годах — секретарь Сибирского крайкома ВКП(б). Пытался проводить в Сибири НЭП в «бухаринском» виде. Характерными чертами было повышенное внимание к росту простейших форм кооперации, особенно в животноводстве и маслоделии, акцентирование не только на бедноте, но и на среднем, и зажиточном трудовом крестьянстве. Публично провозгласил лозунг «Накопляйте в добрый час», осуществлял попытки на этой почве противостоять ревизии НЭПа со стороны троцкистско-зиновьевской оппозиции. Отказался от своих предложений, получив серьёзную критику со стороны Сталина и Молотова.
С 15 января по 6 февраля 1928 года в Новосибирске находился И. Сталин, срочно прибывший на поезде.
Он требовал от С. Сырцова принятия чрезвычайных мер против «кулака». Это было, в сущности, завуалированное требование провести насильственную коллективизацию и затормозить НЭП. «Советская Сибирь» не рассказывала читателю о приезде Сталина и его позиции. Главным редактором газеты был выдвиженец и единомышленник Сырцова Александр Львович Курс. Только 19 апреля 1928 года газета опубликовала доклад Сталина партактиву Москвы о работе апрельского Пленума ЦК и ЦКК ВКП(б). Там он давая «советы» сибирякам, заявил, что партия не может встать на путь поощрения крупных частных хозяйств и потребовал «нажать во всю», чтобы создать крупные крестьянские хозяйства — колхозы и совхозы, которых мало «до безобразия».  После этого употребил несколько фраз о ненужности нажима, извращений линии партии, прекращения НЭПа. Сырцов же, боясь гибели многих крестьянских хозяйств, летом 1928 года предложил применить у себя нечто среднее между продналогом и продразверсткой.
Во время поездки вождя в Новосибирск между ним и непокорным секретарем Сибкрайкома ВКП(б) возникли очевидные разногласия по крестьянскому вопросу, Сталин почувствовал в нём противника. Стремясь со временем убрать Сырцова из высшего руководства страны, он  сделал хитроумный ход, решив отозвать его в Москву с повышением. Летом 1929 года С. И. Сырцов становится Председателем СНК РСФСР и кандидатом в члены Политбюро. После отъезда  Сырцова коллективизация в Сибири приобрела принудительный характер, пошла неестественно ускоренными темпами, что привело к разорению многих крепких середняцких хозяйств, причисленных к кулацким.
В конце 1929 года Сырцов на заседании Совнаркома РСФСР  заявил о перегибах в проведении коллективизации, о запугивании крестьян, потом повторил эти выводы на заседании фракции ВКП(б) ВЦИК СССР.
В 1930 году  ответственный секретарь Томского окружкома ВКП(б) Исаак Нусинов опубликовал в томской газете "Красное знамя" статью, в которой поддержал  критику сталинской  политики (в частности, не озвученный в статье секретный циркуляр ЦК ВКП(б) от 7 февраля 1930 г.) сплошной коллективизации и ликвидации кулачества как класса.

### Председатель Совнаркома РСФСР
Член ЦК ВКП(б) в 1927—1930 годах, кандидат — с 1924 года. Кандидат в члены Политбюро ЦК ВКП(б) в 1929—1930 годах. Член ВЦИК и ЦИК СССР. С мая 1929 года — председатель СНК РСФСР. В 1920-е годы активно боролся как против троцкистско-зиновьевской оппозиции, так и против «правого уклона».
Как экономист он усвоил и учитывал требования рыковской школы управления, которая сформировалась во второй половине 1920-х годов. Зарубежная пресса описывала Сырцова: «Деловой администратор и организатор с практическими наклонностями русского купца или крестьянина — для американских и европейских деятелей он олицетворял новое поколение русских вождей, уходящих от лозунгов революционной эпохи, проникнутых духом американизма. По мнению зарубежной прессы, направление Сырцова в сторону освобождения от идеологических догм в экономических вопросах, его забота о развитии техники и новых технологий, научной организации труда — свидетельствовало о появлении нового типа руководителя, идущего на смену сталинским вождям».

### Антисталинская критика
С 1929 года начинает открыто критиковать Сталина. В 1929 году на заседании СНК РСФСР он подверг критике практику осуществления и темпы индустриализации, а в 1930 году поставил вопрос о перемещении Сталина с поста генсека. Называл Сталина «тупоголовым человеком, который ведёт страну к гибели».
В апреле 1930 года стал во главе группы инакомыслящих членов партии, которую Сталин позже назвал «Право-левацкий блок Сырцова-Ломинадзе».
В августе 1930 года обратился ко всем партийным организациям с письмом под названием «Что-то надо делать?» в связи с трудностями со снабжением. По его мнению, они возникли из-за крутых мер по коллективизации и раскулачиванию, что вызвало сокращение поступления на рынок сырья и продовольствия. Он рекомендовал ослабить темпы коллективизации и раскулачивания, открыть свободный выход колхозов и совхозов на рынок, ослабив плановое регулирование. Сталин был возмущен этим письмом, назвал его клеветой и попыткой создать новую оппозиционную группировку.
Создал координационный центр (И. С. Нусинов, В. А. Каврайский, А. И. Гальперин, А. Л. Курс), который блокировался с группой члена ЦК партии В. В. Ломинадзе, в руководящее ядро которой входили Л. А. Шацкин и Б. Г. Резников. Они хотели поставить вопрос о смещении Сталина на ближайшем пленуме, но один из руководителей группы Резников выдал их планы Сталину. В заявлении на имя Орджоникидзе от 2 ноября 1930 года Сырцов написал:

Я вместе с рядом товарищей разделял скептицизм и недоумение, что… утверждается принцип непогрешимости руководства и авторитарного начала, не соответствующего задачам социалистического строительства… Это казалось какой-то цепочкой в плане, задуманном замкнутой и замаскированной от партии группкой, которая собирается партию перевести на новые рельсы… Мне кажется, ненормальным является положение, при котором целый ряд решений Политбюро предрешается определённой группой. Я вполне понимаю, когда из неё исключается Рыков, как человек, допустивший правые ошибки и ведущий неправильную политическую линию. Но насколько я себе представляю, что в составе этой руководящей группы совершенно не участвуют и являются механическими членами Политбюро Куйбышев, Рудзутак, Калинин.

В заявлении, поданном в Центральную контрольную комиссию, Сырцов писал: 

Я покушаюсь не на руководство, а на принцип непогрешимости руководства… Я считаю, что партийная среда и пленумы, и актив имеют право это непогрешимое руководство поправлять, надо создать эти условия, потому что догма папской непогрешимости годится для других стран, но не для страны, строящей социализм.
Планы по смещению Сталина Сырцов обсуждал с соратниками на квартирах друзей партработников и литераторов И. Нусинова, А. Курса и В. Каврайского. Во время одной из этих встреч Сталин позвонил на квартиру Нусинова и пригласил Сырцова явиться на внеочередное заседание Политбюро ЦК ВКП(б). На заседании Сталин спросил Сырцова: «Какие вопросы Вы обсуждали сейчас на квартире Нусинова, товарищ Сырцов?». Сырцов ответил:«Проблемы повышения продуктивности крупного рогатого скота, товарищ Сталин». Тогда Сталин пригласил в зал Б. Г. Резникова, предупредившего вождя о существовании оппозиции. Поняв, что произошло, С. Сырцов открыто выступил против Сталина. Он заявил, что Политбюро превратилось в совещательный орган при Генеральном секретаре ЦК, что большинство хозяйственных успехов относительны, поскольку имеет место очковтирательство, которое поощряется сверху, политика коллективизации стала гибельной для крестьянства, а искусственное наращивание темпов социалистического строительства ведёт к экономическому хаосу. Серго Орджоникидзе пытался остановить Сырцова: «Сергей, что ты говоришь!». Л. М. Каганович потребовал немедленно расстрелять Сырцова.
По свидетельству заведующего информационным сектором ЦК ВКП(б) Владимира Каврайского, Сырцов во время совещаний на квартирах друзей говорил о тяжёлом характере Сталина, «создавшего в своём семейном кругу такую обстановку, что его жена тов. Аллилуева совершенно подавлена и обезличена, а сын покушался на самоубийство». Характеризуя атмосферу, царившую в Политбюро, Сырцов отмечал, что Сталин подавляет и обезволивает своих коллег. В результате весь партийный актив теряет инициативу, перестаёт самостоятельно и критически мыслить, предпочитает прятаться за всяческими официальными постановлениями. Сырцов сравнивал Сталина с Наполеоном III.
4 февраля 1930 года сторонник Сырцова ответственный инструктор ЦК ВКП(б) Исаак Нусинов написал письмо Сталину, содержащее резкую критику его политики. «Властный, властолюбивый, ты стремился, а ныне сумел собой подменить Политбюро», — писал И.С. Нусинов. Это письмо стало предметом обсуждения членами Политбюро Сталиным, Молотовым и Кагановичем. Сталин направил Нусинову краткий ответ.
4 ноября 1930 года состоялось объединённое заседание Политбюро и Президиума Центральной Контрольной Комиссии (ЦКК), на котором с докладом выступил Г. Орджоникидзе. Был обсужден вопрос «О фракционной работе тт. Сырцова, Ломинадзе, Шацкина и др.».
5 ноября было принято постановление: «1. Заслушав сообщение Центральной Контрольной Комиссии, Объединённое заседание устанавливает, что: а) т. Сырцов организовал подпольную антипартийную группу, в руководящее ядро которой входили Нусинов, Каврайский, Гальперин, Курс и др.»
По итогам заседания С. Сырцов был снят с должности за «фракционную деятельность», выведен из состава Политбюро и ЦК ВКП(б) и направлен на партийную работу на Урал.
1 декабря 1930 года появилось совместное постановление ЦК и ЦКК «О фракционной работе Сырцова, Ломинадзе и др.». С. Сырцов и В. Ломинадзе были исключены из ЦК, а основатель и руководитель комсомола Л. Шацкин из ЦКК. И. Нусинов был исключён из партии и 12 декабря сослан в г. Алма-Ата Казахской ССР.  27. 09.1937 в соответствии со сталинским расстрельным списком приговорён к расстрелу.

### Последние годы
Находился на хозяйственной работе. С 1931 года — заместитель председателя правления акционерного общества «Экспортлес», управляющий «Вохимтрестом». В 1933 году с трудом прошёл партийную чистку. В постановлении комиссии под председательством Р. Землячки было указано, что Сырцов не осознал до конца своих преступлений перед партией и «не изжил в себе до конца оппортунизма». В партии его оставили с последним предупреждением.
В 1935—1937 годах — директор завода в г. Электросталь.
В 1935 году в НКВД были получены сведения о неудовлетворенности Сырцова его положением и «тяжёлых настроениях». Говорилось, что он ведёт себя как большой политический руководитель, невзирая на свою «политическую замаранность». Имеет негативную оценку положения в сельском хозяйстве, сомневается в участии Г. Е. Зиновьева в организации покушения на Кирова и др.
В 1937 году арестован НКВД.
Следователем Л. И. Влодзимирским был составлен протокол, в котором на 21 вопрос отмечен 21 отрицательный ответ. Мужественное поведение Сырцова отменило планы организации нового открытого политического процесса. Ввиду недостатка доказательств существования «резервного центра правых» всех обвиняемых осудили без публичного процесса по обычной конвейерной системе.
10 сентября 1937 года военная коллегия Верховного Суда осудила С. И. Сырцова в течение 15 минут по статьям 58-7, 58-8, 58-11 к высшей мере наказания. В тот же день он был расстрелян.

### Реабилитация
Посмертно реабилитирован военной коллегией Верховного суда СССР 27 декабря 1957 года. Посмертно восстановлен в рядах КПСС Комитетом партийного контроля при ЦК КПСС 29 июля 1959 года.

## Семья
- Жена — Августа (Ася) Евлампиевна Попова-Сырцова (1897 – 28.07.1941[34]) была арестована 17 июля 1937 года. Ей предъявлено обвинение в том, что она знала о «преступной» деятельности мужа и не донесла на него. НКВД приговорило её к 8 годам лагерей. Пробыла в лагере 2 года. По возвращении в Москву ей было предъявлено обвинение в организации мести Сталину, создании женской террористической группы жён репрессированных в составе Ольги Даниловны Сосновской, Нины Владимировны Уборевич и Натальи Григорьевны Ломовой. Женщины были приговорены к расстрелу несмотря на то, что отказались от своих показаний, на состоявшемся закрытом заседании Военной коллегии Верховного Суда СССР 6 июля 1941 года, заявив, что оговорили себя и других, не выдержав физических болей, издевательств и насилий[20].
- Брат — Михаил Иванович Сырцов, арестован в июле 1950[35].
- Сестра — арестована, замужем за Алексеем Григорьевичем Прасоловым, арестован ранее 1941 года. Их сын Юрий (1927–после 1985), участник войны, награждён медалями, в ноябре 1950 года арестован и осуждён по 58-10 часть 1 за «антисоветские» стихи на 10 лет ИТЛ. Летом 1953 года один из организаторов забастовки в 3-м лаготделении Речлага. За активное участие в Воркутинском восстании[35] осуждён по ст. 58 п. 11 и ст. 58 п. 14 УК РСФСР на 25 лет ИТЛ и 5 лет поражения в правах. По этому делу реабилитирован 17 августа 1956 года[36]

## Точки зрения
Вадим Кожинов о Сырцове:
Выше говорилось о беспримерной жестокости бывших русских офицеров Тухачевского, Какурина и Антонова-Овсеенко на Тамбовщине. Стоит вспомнить и о возглавлявшем в 1918-1920 годах Донское бюро РКП(б) С. И. Сырцове, который непосредственно руководил политикой, преследовавшей цель полного уничтожения казачества (позднее, во время коллективизации, он за свои «заслуги» стал — хоть и ненадолго — кандидатом в члены Политбюро ЦК и председателем Совнаркома РСФСР). И, как ни прискорбно, подобных фактов можно привести великое множество… Могут возразить, что над Сырцовым стоял секретарь ЦК Свердлов, а Тухачевский и другие подчинялись председателю Реввоенсовета Троцкому. Однако это вовсе не снимает с них ответственности за содеянное — особенно если учитывать, что ведь были и тогда занимавшие высокое положение в Красной армии люди, которые самоотверженно, невзирая на смертельную опасность, выступали против массового террора по отношению к русскому народу — хотя бы широко известный ныне военачальник Ф. К. Миронов.
Доктор исторических наук С. А. Кислицын о Сырцове:
Позитивный вклад С. И. Сырцова  в развитие  страны значительно превосходит по масштабу отдельные его ошибки и просчеты. Его личная трагическая судьба может стать предостережением многим современным политикам, мечтающим о построении нового «светлого будущего» на пути форсированных радикальных преобразований, не обращая внимания на их социальную и гуманитарную цену и последствия. Трагедия Сырцова — это трагедия всей партии, большевиков, которые, искренне веря в возможность революционного переустройства России в кратчайшие сроки, отказались во имя «бешеных темпов» от общечеловеческих морально-нравственных ценностей, от гуманизма и достижений мировой цивилизации. Начав строить общество социальной справедливости с помощью насилия, они дискредитировали великие социалистические идеалы и погубили самих себя.

## Награды
- орден Красного Знамени

## Разное
- Персонаж романа Михаила Шолохова «Тихий Дон» (части 5 и 6)[37].